# MC Oran
MC Oran (Mouloudia Club d'Oran) (în arabă نادي مولودية وهران‎) este un club algerian de fotbal din Oran, fondat în 1917. Culorile clubului sunt roșu și alb.

## Palmares
- Campionatul Național al Algeriei:  4

1971, 1988, 1992, 1993
- Cupa Algeriei: 4

1975, 1984, 1985, 1996
- Cupa Liga Algeriei: 1

1996
- Cupa Cupelor Arabiei: 2

1997, 1998
- Supercupa Arabiei: 1

1999

## Performanțe în competițiile CAF
- Cupa Campionilor Africii: 3 apariții

1989: Runner-up
1993: sferturi
1994: semifinală
- Cupa Confederațiilor CAF: 1 apariții

2005 - a II-a rundă
- Cupa CAF: 2 apariții

1996 - sferturi
1998 - prima rundă
- Cupa Cupelor CAF: 3 apariții

1985 - a II-a rundă
1986 - a II-a rundă
1997 - sferturi